# Cementerio oriental de Guiza

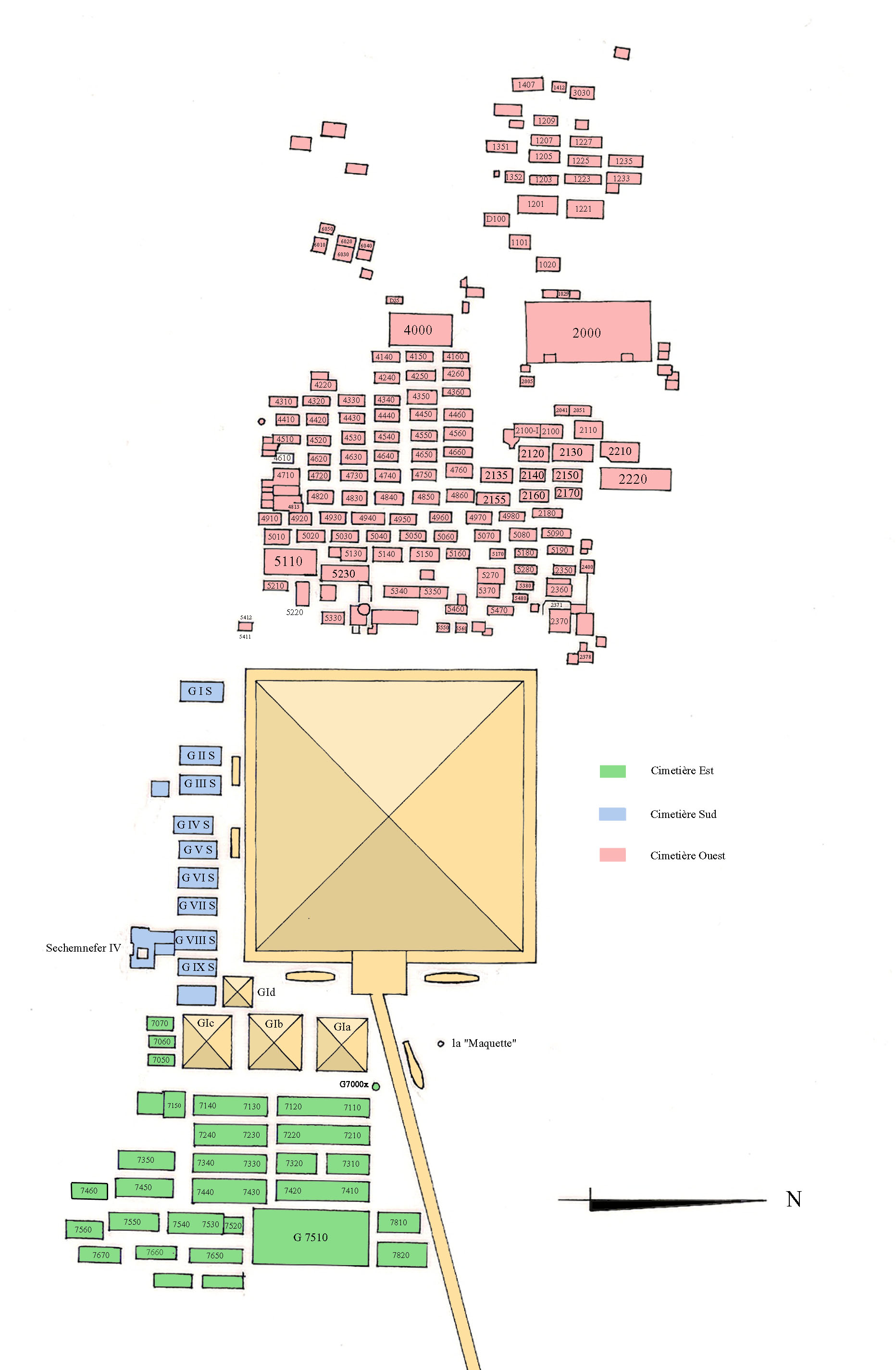
Plano de la necrópolis de Jufu, donde la zona de color verde se corresponde con el cementerio oriental.

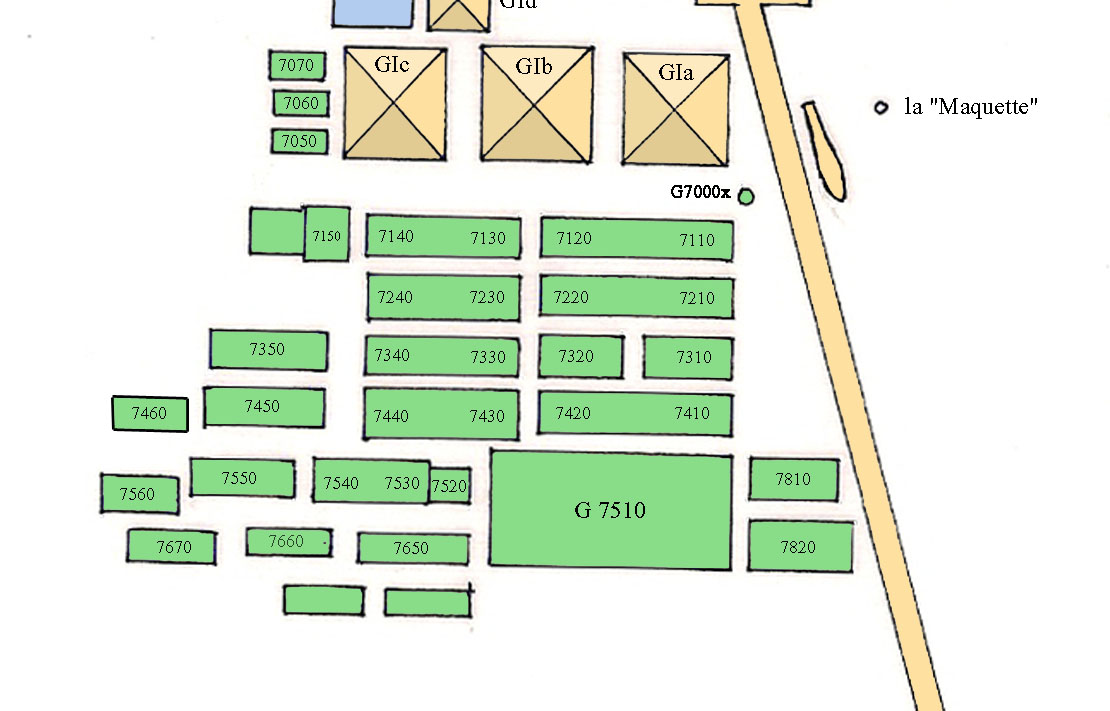
Detalle del plano del cementerio oriental de Guiza.

El cementerio oriental de Guiza o campo oriental de Guiza está ubicado al este de la Gran Pirámide de Guiza. Fue un lugar de enterramiento para algunos de los miembros de la familia del faraón Jufu, incluyendo también mastabas de oficiales y sacerdotes de las pirámides que datan de las dinastías V y VI.
El cementerio oriental contiene las tres pirámides de las reinas y varias mastabas catalogadas como cementerio G 7000 (La G viene de Guiza). Reisner construyó una línea de tiempo para la construcción de la necrópolis. Las dos primeras pirámides de reinas, G 1a y G 1b, probablemente se iniciaron en los años 15-17 del rey Jufu. Por lo general, las pirámides de la reina se construían al sur de la pirámide del rey, pero en este caso una cantera ubicada al sur obligó a trasladar la construcción de las pirámides más pequeñas al este del complejo de la pirámide principal. 

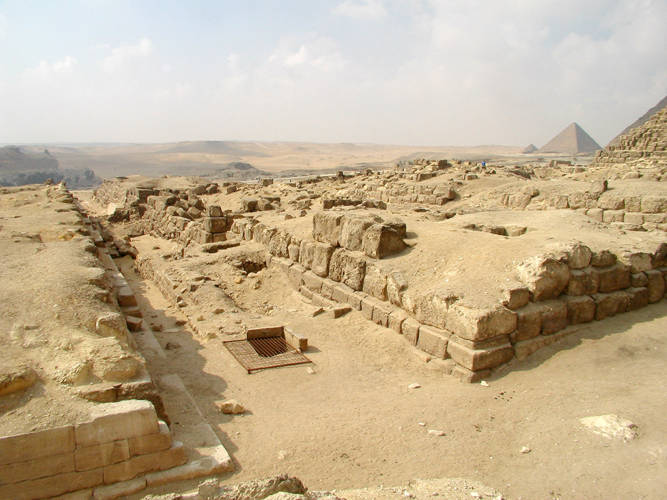
Mastabas al este de la pirámide de Khufu.

La parte más antigua del cementerio constaba de 12 mastabas que se construyeron como mastabas dobles. Fueron dispuestas en tres filas de cuatro tumbas:
- G 7110-7120 Kauab y Heteferes II y G 7130-7140 Jufujaf I y su esposa Nefertkau II
- G 7210-7220 Hordyedef y su esposa y G 7230-7240
- G 7310-7320 Baufra y G 7330-7340

La construcción de estas tumbas se ha fechado entre los años 17 y 24 del reinado de Jufu. Luego, este núcleo se completó para crear un núcleo de ocho mastabas gemelas mediante la construcción de:
- G 7410-7420 Meresanj II y Horbaef y G 7430-7440 Menjaf

El resto del cementerio oriental se construyó alrededor de este grupo de ocho mastabas gemelas. De ellas destaca por su tamaño la gran mastaba G 7510 del hijo del faraón Seneferu y chaty de Jufu, Anjaf. La construcción de otras mastabas se pueden fechar en la época del faraón Jafra. La G 7530 + 7540, tumba de Meresanj III, contiene inscripciones de la cantera que datan del año 13 de ese rey. La mastaba G 7050, perteneciente a Nefertkau I, también se construyó durante el reinado de Jafra. Otras mastabas datan del final de las dinastías IV, V y VI y más tarde.

## Pirámides de las reinas
Al principio se pensaba que la pirámide G 1a pertenecía a la reina Meritites I, pero Lehner ha demostrado que la pirámide pertenecía en realidad a Heteferes I. Las tres pirámides tienen una base cuadrada que mide entre 45 y 49 m. por lado. El ángulo de inclinación es de unos 51° 50' para las tres.
| Htp · t · p | Hr · r | s |

| Htp · t · p | Hr · r | s |

| mr · r | t · t · f | s |

| mr · r | t · t · f | s |

| H | nw · t | s | n |

| H | nw · t | s | n |

Tumba de pozo:
| Htp · t · p | Hr · r | s |

| Htp · t · p | Hr · r | s |